# Georges Lacombe (peintre)
Pour les articles homonymes, voir Georges Lacombe et Lacombe.
Georges Lacombe né le 18 juin 1868 à Versailles et mort le 29 juin 1916 à Alençon est un peintre et sculpteur français.
Il est surnommé « le nabi sculpteur » dans le groupe des nabis.

## Biographie

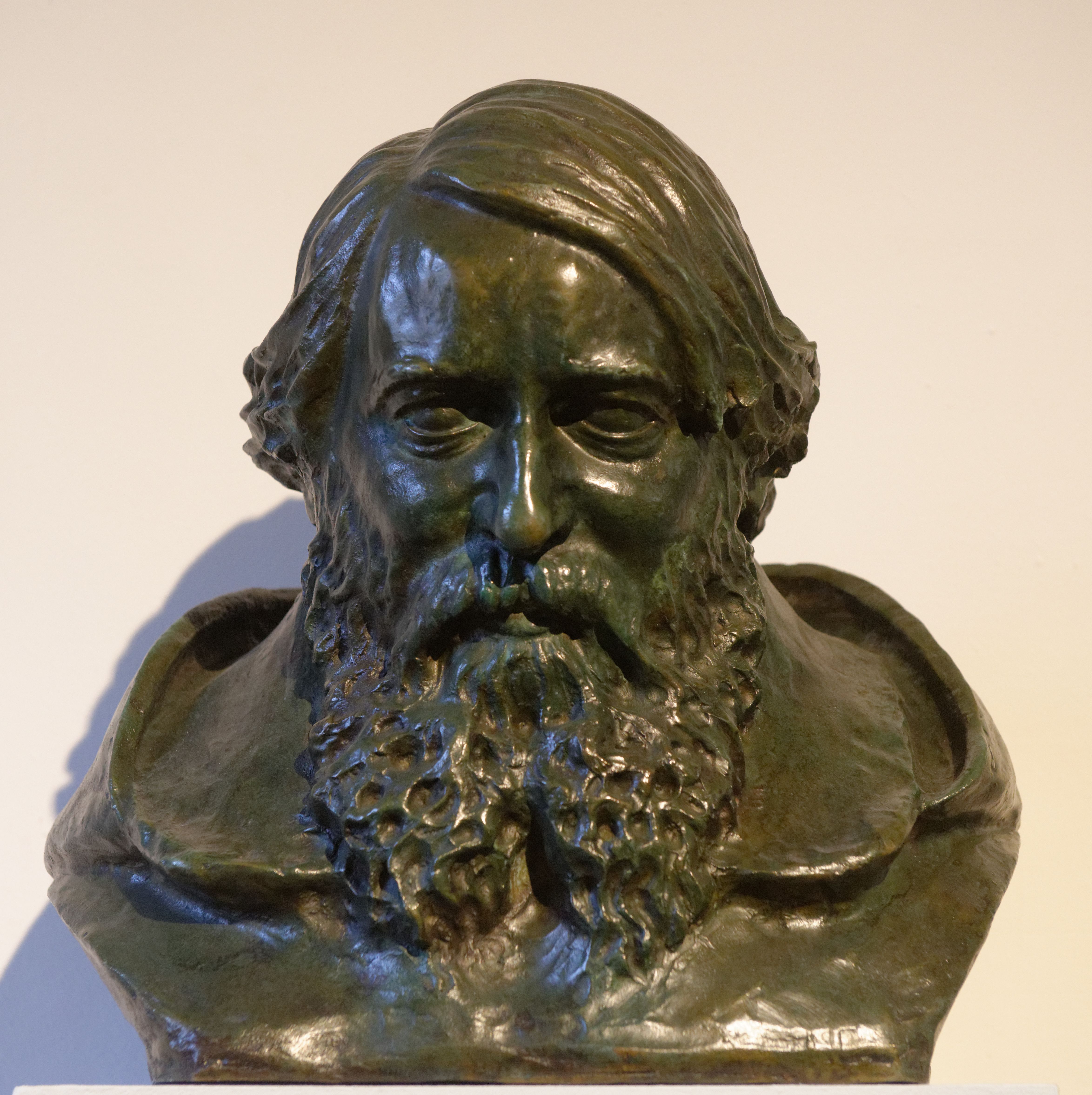
Buste de Paul Sérusier (vers 1905-1906), Saint-Germain-en-Laye, musée départemental Maurice-Denis.

Georges Lacombe est issu d'une famille aisée. Son père journaliste et ancien bijoutier, est expérimenté dans le travail du bois. Sa mère Laure peint et dessine habilement. Ses parents lui donnent une éducation religieuse stricte chez les Eudistes à Saint-Jean-de-Béthune à Versailles. Il prendra ensuite quelques distance avec la religion, se disant agnostique mais par son rapprochement avec Paul Sérusier, jan Verkade et Maurice Denis, dans le groupe Nabi, il cherchera toujours à exprimer une certaine foi dans ses sculptures, dont le grand christ d'esprit égyptien qui marque une œuvre forte.
Il possède un atelier au fond du jardin de ses parents, fréquente la société versaillaise, passe l'été en Bretagne et en 1892, par des amis communs, rencontre Paul Sérusier qui peint une fresque à thème breton dans son atelier de Versailles. Les nabis lui rendent visite pour admirer l'œuvre. Lacombe rejoint leur groupe et expose en 1893 deux bois sculptés chez Le Barc de Boutteville. En 1893, il découvre 44 peintures du premier séjour à Tahiti de Paul Gauguin à la galerie Durand-Ruel. En 1894, il expérimente le néo-impressionnisme avec Théo Van Rysselberghe. 
À l'abri des soucis financiers par son mariage avec Marthe Wenger, il ne cherchera jamais à vendre ses œuvres. Il s'installe en 1897 à l'orée de la forêt d'Écouves au château de l'Ermitage à Saint-Nicolas-des-Bois (Orne) que viendront décorer ses amis Paul-Élie Ranson et Paul Sérusier. Lacombe enseigne occasionnellement la sculpture à l'Académie Ranson. 
En 1899, il reçoit son ami Ranson dont la santé s'est dégradée et qui participera à la décoration du vestibule d'entrée dont les panneaux décoratifs sont aujourd'hui conservés à Saint-Germain-en-Laye au musée départemental Maurice-Denis. Les deux amis arpentent ensemble la forêt d'Écouves, où ils s'en vont peindre sur le motif. Paul Ranson ne quittera le château qu'en 1905. 
Lacombe expose cinq toiles aux Salon des indépendants. Il sculpte  beaucoup, notamment des têtes pour le théâtre de marionnettes de L'Abbé Prout, écrite et dessiné par son ami Paul-Élie Ranson en 1901, qui lui dédicace une des scènes de la pièce L'Armoire des voluptés, puis il peint des paysages de Bretagne. 
Après la mort de son ami, Georges Lacombe sculpte le buste de Ranson, entamant une série des bustes de ses amis nabis. 
La Première Guerre mondiale le touche et, faute de pouvoir s'engager, il se porte volontaire à l'hôpital d'Alençon. Il contracte la tuberculose à proximité des soldats et meurt le 29 juin 1916. Son corps repose au cimetière de Saint-Nicolas-des-Bois.

## L'œuvre picturale

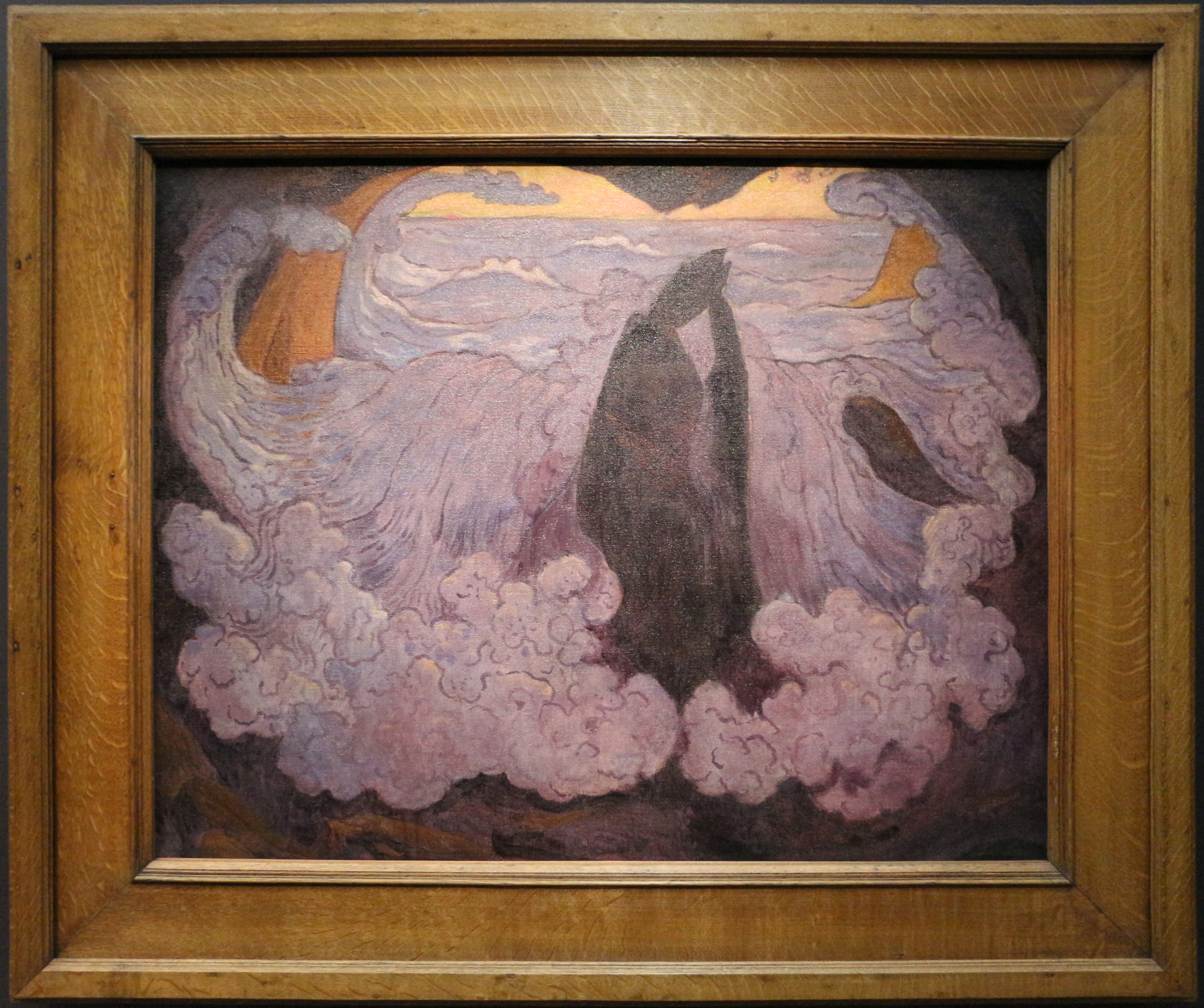
La Vague violette (entre 1895 et 1896), Paris, musée d'Orsay.

Son aventure nabi n'aura duré que cinq ans, mais assurera au peintre sa place dans l'histoire de l'art. Lacombe est un mystique qui n'a pas la foi. Tout dans sa peinture étonne, inquiète, invente, est conscience d'union au monde au-delà des apparences. Un art brut, vrai, composé de sous-bois de silence, de mers insolites, des créations du monde, des miracles latents, de mers rouges traversées par un cavalier noir, de ciels jaunes découpés de silhouettes, des rochers comme des idoles barbares, paysage de commencement du monde, du secret immanent.[réf. nécessaire]

## Collections publiques

### Peinture
- Les Âges de la vie, 1892, huile sur toile, Genève, Petit Palais.
- Forêt au sol rouge, 1891, musée des Beaux-Arts de Quimper.
- Mer jaune, Camaret, 1892, huile sur toile, 60,7 × 81,3 cm, musée des Beaux-Arts de Brest[6],[7].
- Vorhor, vague grise ; Falaises à Camaret, 1892, huile sur toile, 81,2 × 60,5 cm, musée des Beaux-Arts de Brest[6],[8].
- Le Nabi à la barbe rutilante (portrait de Paul Sérusier), vers 1894, Saint-Germain-en-Laye, musée départemental Maurice-Denis.
- Calvaire, 1898, pastel, 44,4 × 30,8 cm[9].

Œuvres de Georges Lacombe
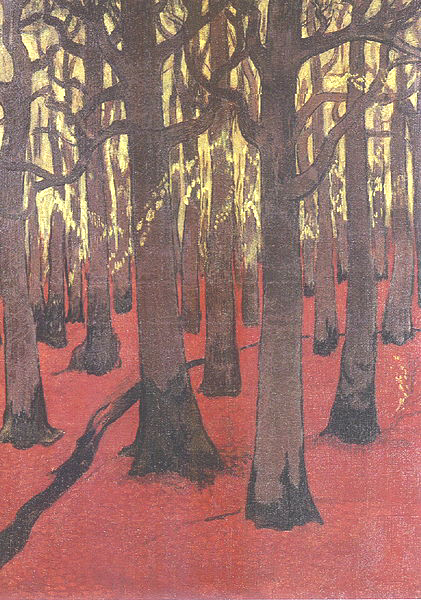
La forêt au sol rouge (1891), musée des Beaux-Arts de Quimper.
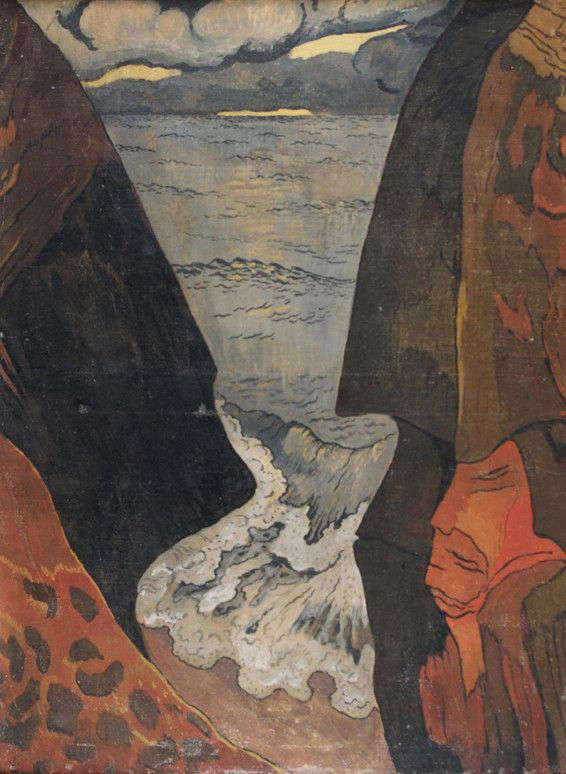
Vorhor, vague grise ; Falaises à Camaret (1892), musée des Beaux-Arts de Brest.
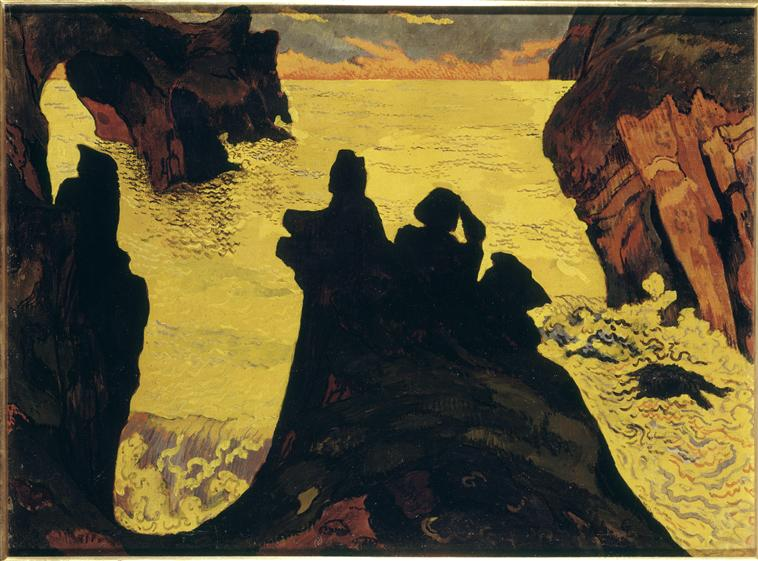
La Mer jaune, Camaret (vers 1892), musée des Beaux-Arts de Brest.
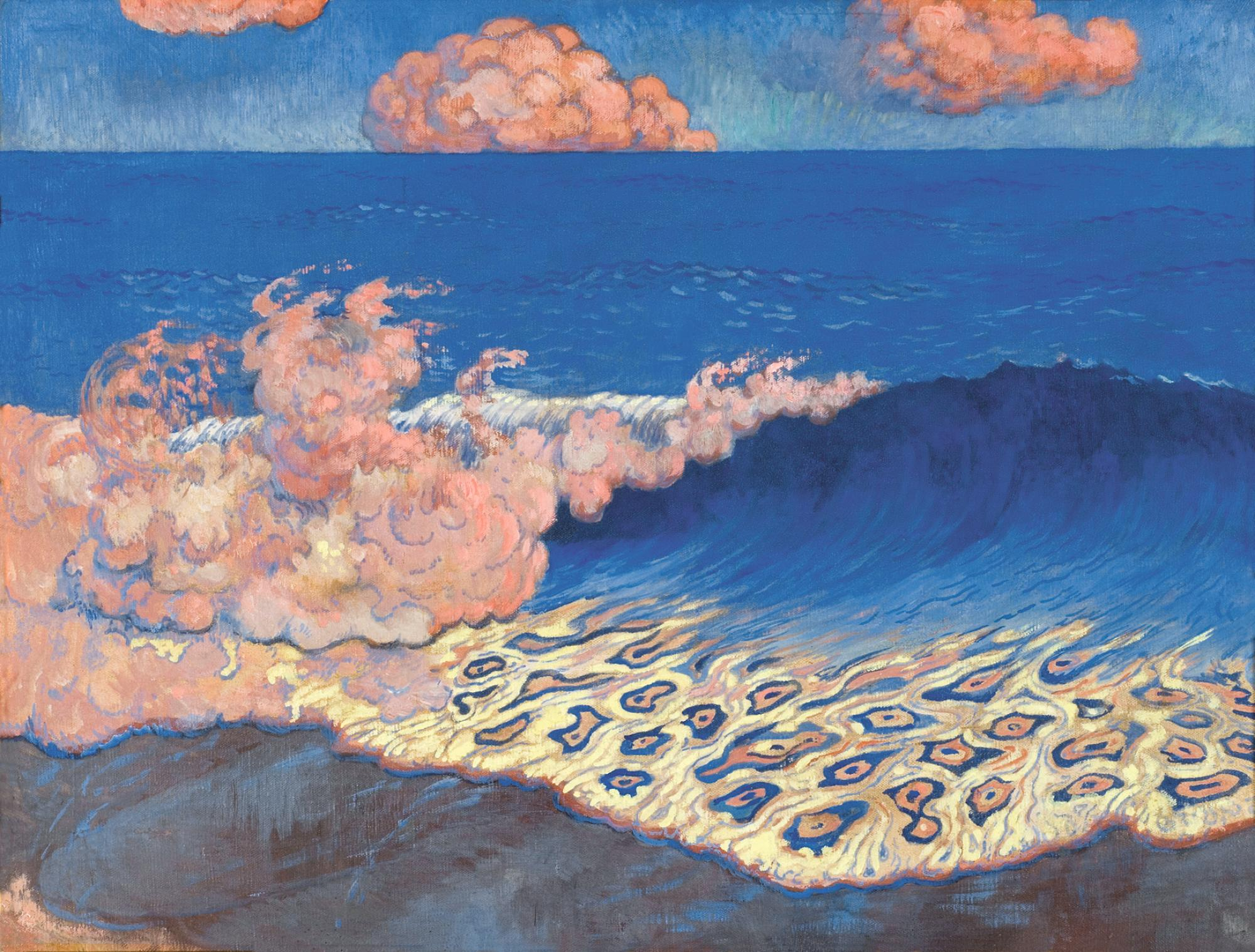
Marine bleue, Effet de vague (1893), musée des Beaux-Arts de Rennes.
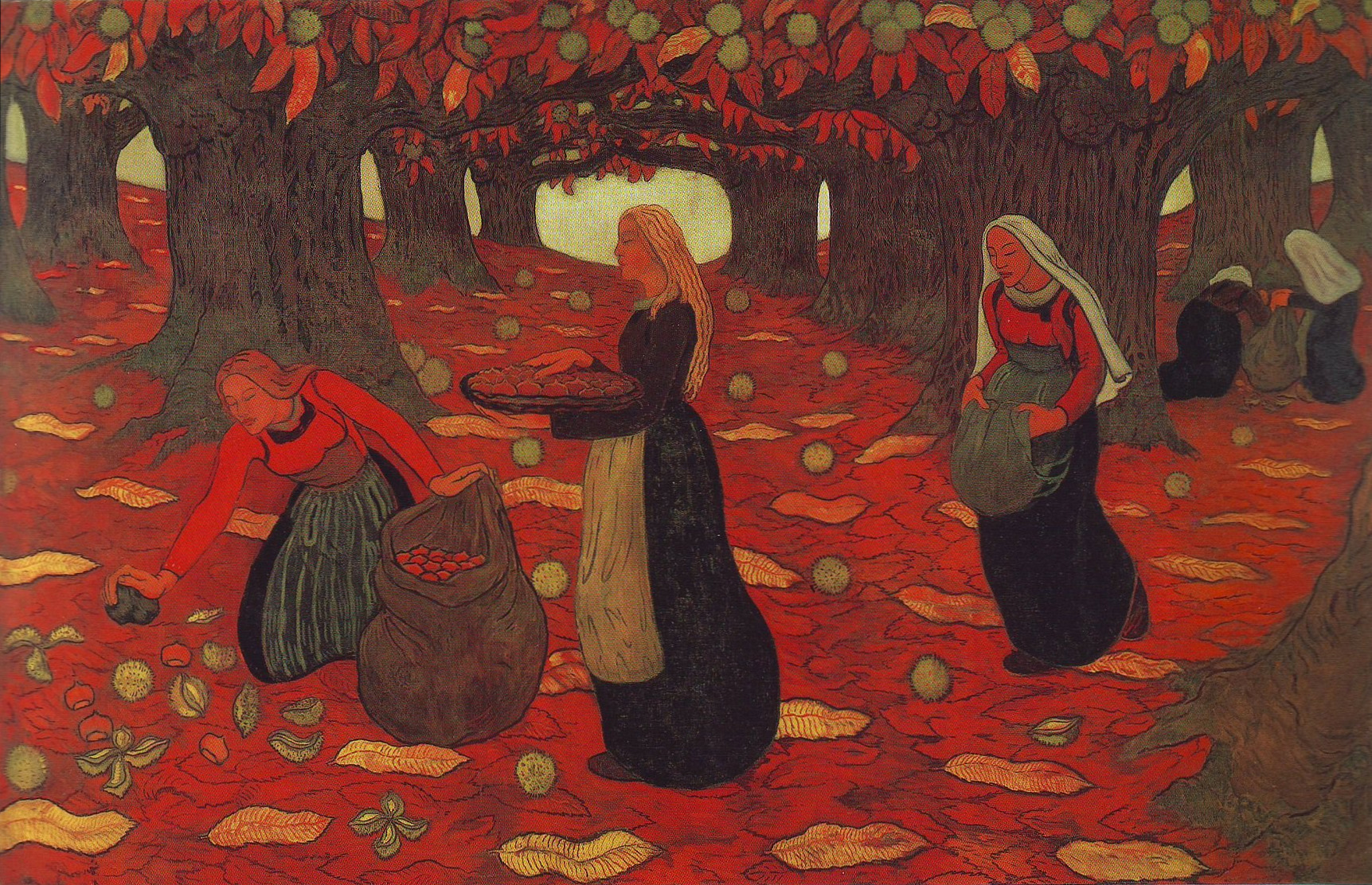
Automne, les Ramasseurs de noisettes (1894), Pasadena, Norton Simon Museum.
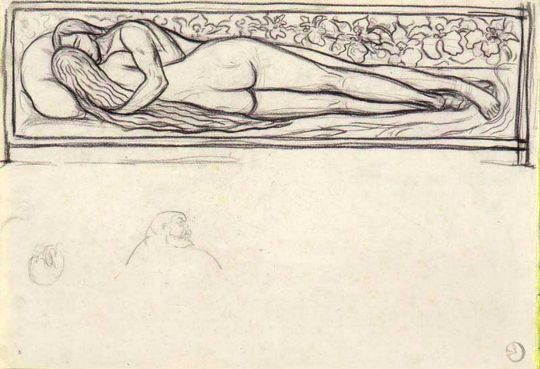
La Conception (1894), musée des Beaux-Arts de Quimper.

### Sculpture
- Isis, vers 1895, bas-relief en acajou en partie polychrome, Paris, musée d'Orsay[10].
- L'Existence, entre 1894 et 1896, bas-relief en noyer, Paris, musée d'Orsay[11].
- Marie Madeleine, 1896, sculpture en plâtre, Kunsthalle de Brême.
- Marie Madeleine, 1897, sculpture en bois d'acajou, palais des Beaux-Arts de Lille.
- Pierre Bonnard, 1911, buste en bois, Paris, musée d'Orsay[12].
- Buste de Maurice Denis, 1911, sculpture en bois d'acajou, Saint-Germain-en-Laye, musée départemental Maurice-Denis[13].
- Buste de Paul Sérusier, vers 1905-1906, bronze, musée des Beaux-Arts de Quimper et musée départemental Maurice-Denis.
- Autoportrait en crucifié, 1898, sculpture en bois d'acajou, 275 × 218,6 cm, musée des Beaux-Arts de Brest[14].

Sculptures de Georges Lacombe
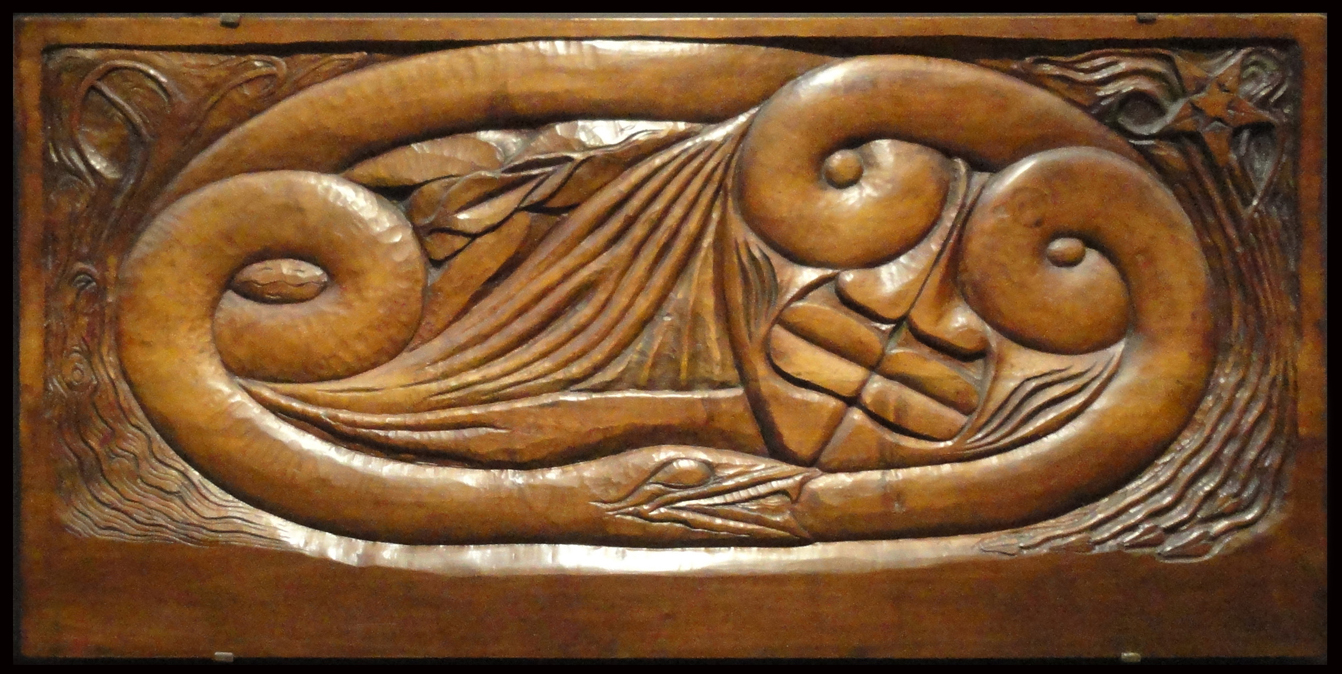
L'Existence (entre 1894 et 1896), bas-relief en bois de noyer, Paris, musée d'Orsay.
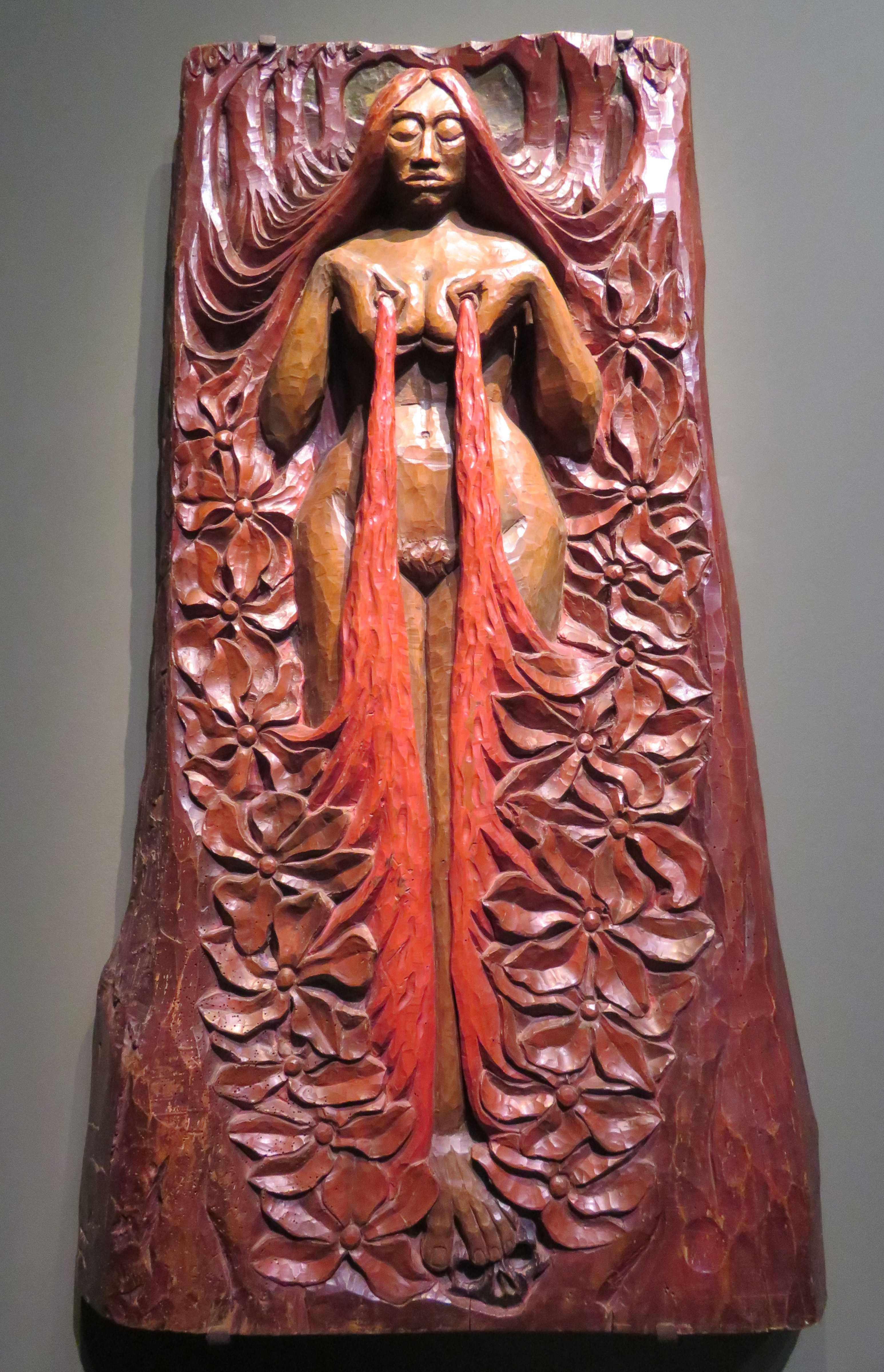
Isis (vers 1895), Paris, musée d'Orsay.
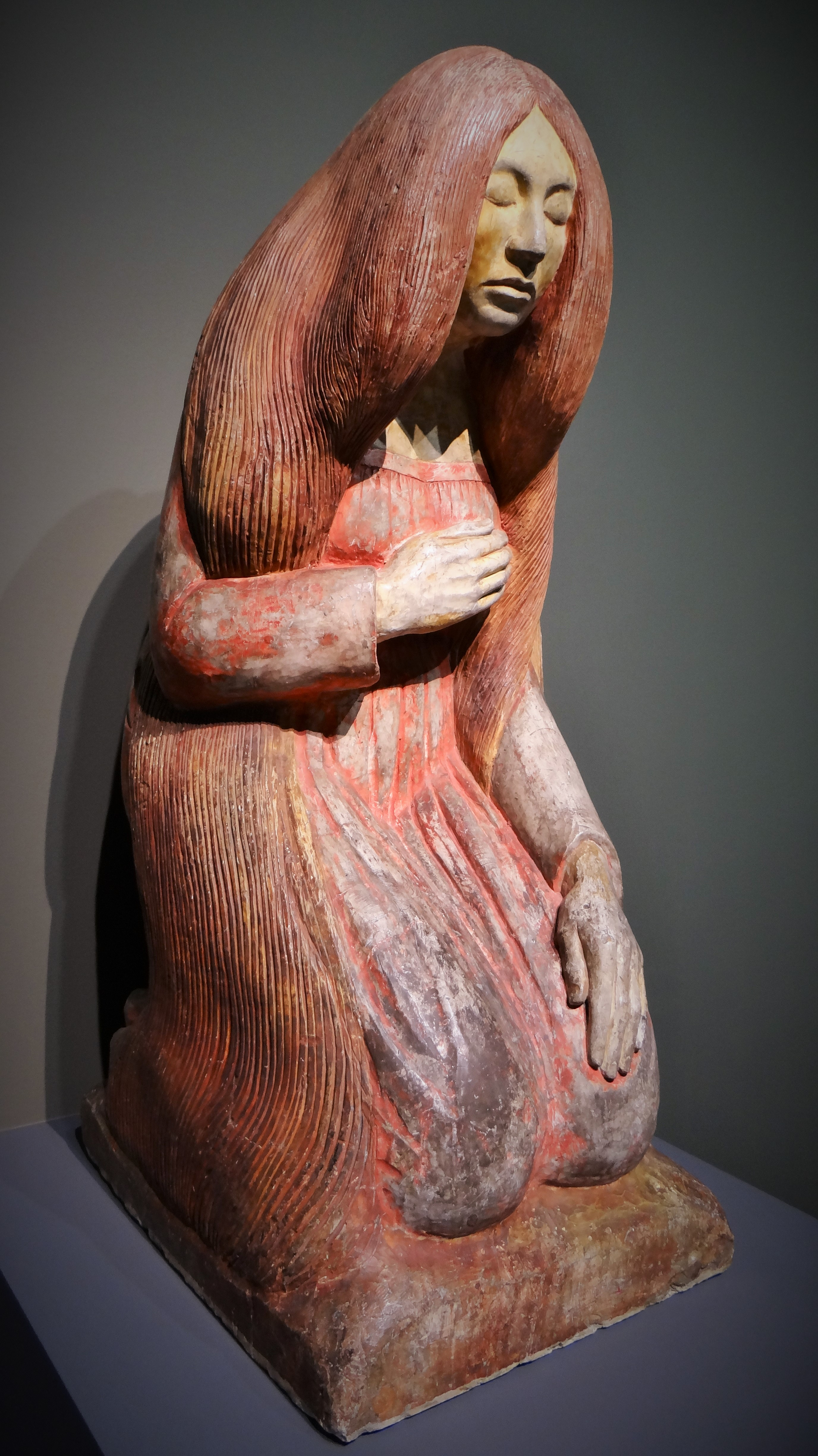
Marie-Madeleine, (1896), plâtre, Kunsthalle de Brême.
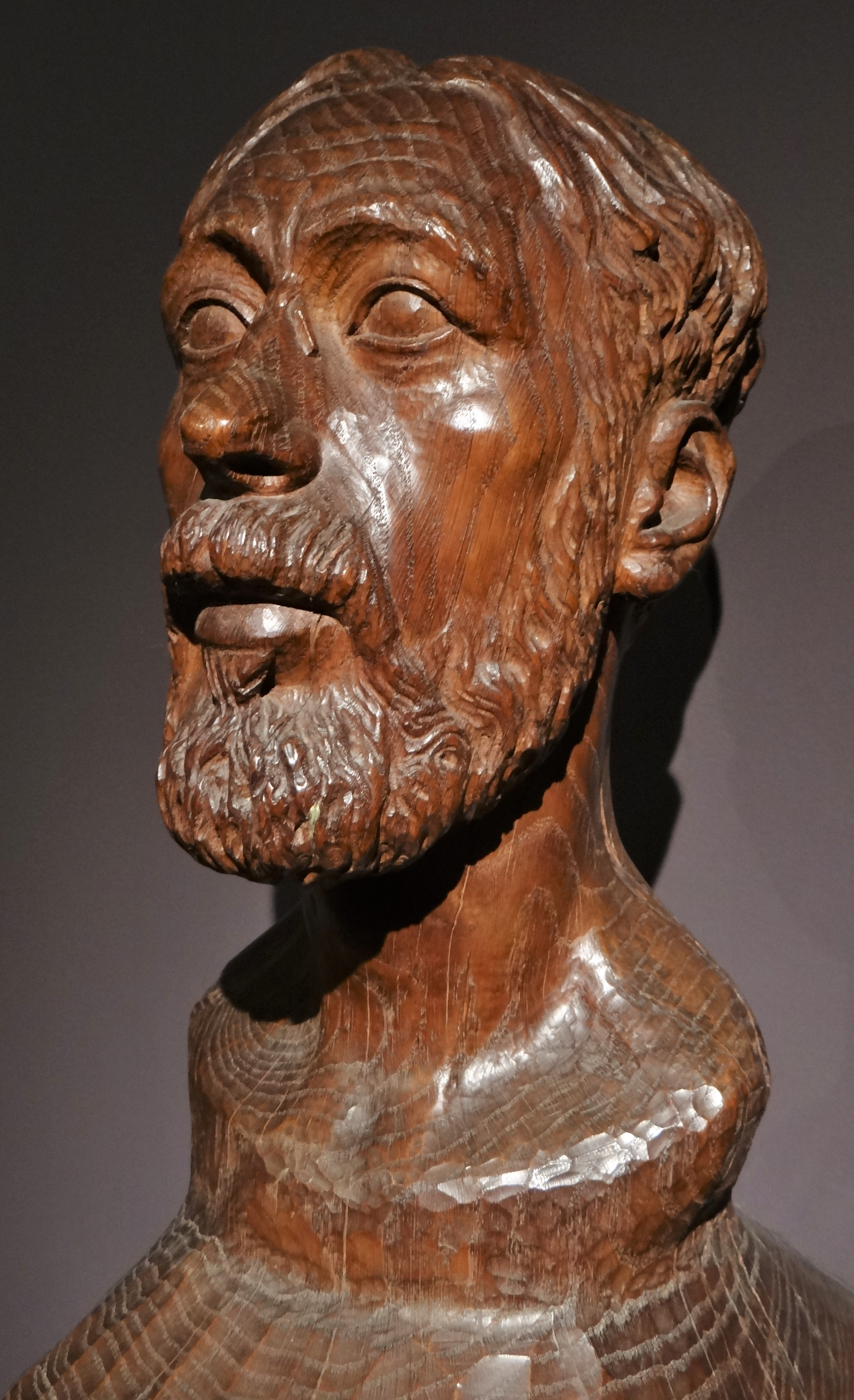
Le peintre Pierre Bonnard (1911), bois, Paris, musée d'Orsay.

### Médaille
- Médaillon de Paul Ranson, musée des Beaux-Arts de Quimper.

## Expositions
- Salon des humoristes de 1908 : têtes des marionnettes de L'Abbé Prout.
- « Les univers de Georges Lacombe », du 13 novembre 2012 au 17 février 2013, Saint-Germain-en-Laye, musée départemental Maurice-Denis et Versailles, musée Lambinet.

## Salons
- 1907 : Salon de La Libre Esthétique à Bruxelles.